# 7A busz (Balassagyarmat)
A balassagyarmati 7A jelzésű autóbusz a 7-es busz egyik betétjárata, a Kenessey Albert Kórház és a Huszár Aladár úti forduló között közlekedik.A járatot a városi önkormányzat megrendelésére a Volánbusz üzemelteti.
A 7A autóbusz a 7-es, a 7B, a 8-as és a 9-es buszokkal együtt alkotják a város tömegközlekedésének gerincét hétköznapokon, és tartják az óránkénti ütemes menetrendet.

## Története
A vonalon egy alacsonypadlós Volvo 7000 és tanítási napokon egy Rába Contact 092 közlekedik.

## Útvonala
| Huszár Aladár úti forduló felé | Kenessey Albert Kórház felé |
| --- | --- |
| Kenessey Albert Kórház – Rákóczi fejedelem út – Kossuth Lajos út – Leningen Károly utca – Május 1. utca – Huszár Aladár úti forduló | Huszár Aladár úti forduló – Május 1. utca – Leningen Károly utca – Kossuth Lajos út – Rákóczi fejedelem út – Kenessey Alber Kórház |

## Megállóhelyei
| 7A (Kenessey Albert Kórház – Huszár Aladár úti forduló) |                           |          |                                                       | |
| Perc (↓)                                                | Megállóhely               | Perc (↑) | Megállóhelyet érintő járatok                          | Fontosabb létesítmények |
| 0                                                       | Kenessey Albert Kórház    | 10       | 1, 1A, 1C, 2, 4, 5B, 6, 6A, 7, 7A, 7B, 8, 8C, 9, 9B   | Dr. Kenessey Albert Kórház-Rendelőintézet |
| 1                                                       | Rákóczi út 98.            | 9        | 1, 1A, 1C, 2, 4, 6, 6A, 7, 7A, 7B, 8, 8A, 9, 9A, 9B   | Nyitnikék Óvoda |
| 2                                                       | Dózsa György út           | 8        | 1, 1A, 1C, 2, 4, 6, 6A, 7, 7A, 7B, 8, 8A, 9, 9A, 9B   | |
| 3                                                       | Hunyadi utca              | 7        | 1, 1C, 2, 2C, 4, 6, 6A, 7, 7A, 7B, 8, 9, 9A, 9B, 3314 | Mikszáth Kálmán Művelődési Központ, Salgótarjáni Szakképzési Centrum Szent-Györgyi Albert Gimnáziuma, Szakgimnáziuma és Szakközépiskolája, piac, Spar áruház, OTP Bank |
| 4                                                       | Balassa utca              | 6        | 2, 2C, 3B, 7, 7A, 7B, 7D, 3314                        | Pannónia Motorkerékpár Múzeum |
| 5                                                       | Deák Ferenc utca          | 5        | 2, 2C, 3B, 7, 7A, 7B, 7D, 3314                        | Evangélikus templom |
| 6                                                       | Benczúr Gyula utca        | 4        | 2, 2C, 3B, 7, 7A, 7B, 7D, 3314                        | |
| 7                                                       | Kis posta                 | 3        | 2, 2C, 3, 3B, 3C, 7, 7A, 7B, 7D, 3314                 | Balassagyarmat 2. sz. posta |
| 8                                                       | Jeszenszky utca           | 2        | 3, 3B, 3C, 6, 7, 7A, 7D, 8, 8A, 8C, 9, 9A, 9B         | |
| 9                                                       | Szabó Lőrinc iskola       | 1        | 3, 3B, 3C, 5B, 6, 7, 7A, 7D, 8, 8A, 8C, 9, 9A, 9B     | Szabó Lőrinc Általános Iskola |
| 10                                                      | Huszár Aladár úti forduló | 0        | 3, 3C, 6, 7, 7A                                       | |

## Külső hivatkozások
- A Nógrád Volán weboldala. [2014. december 30-i dátummal az eredetiből archiválva].
- Valósidejű utastájékoztatás. Nógrád Volán. [2018. augusztus 21-i dátummal az eredetiből archiválva]. (Hozzáférés: 2018. augusztus 21.)